# Virginio Ferrari

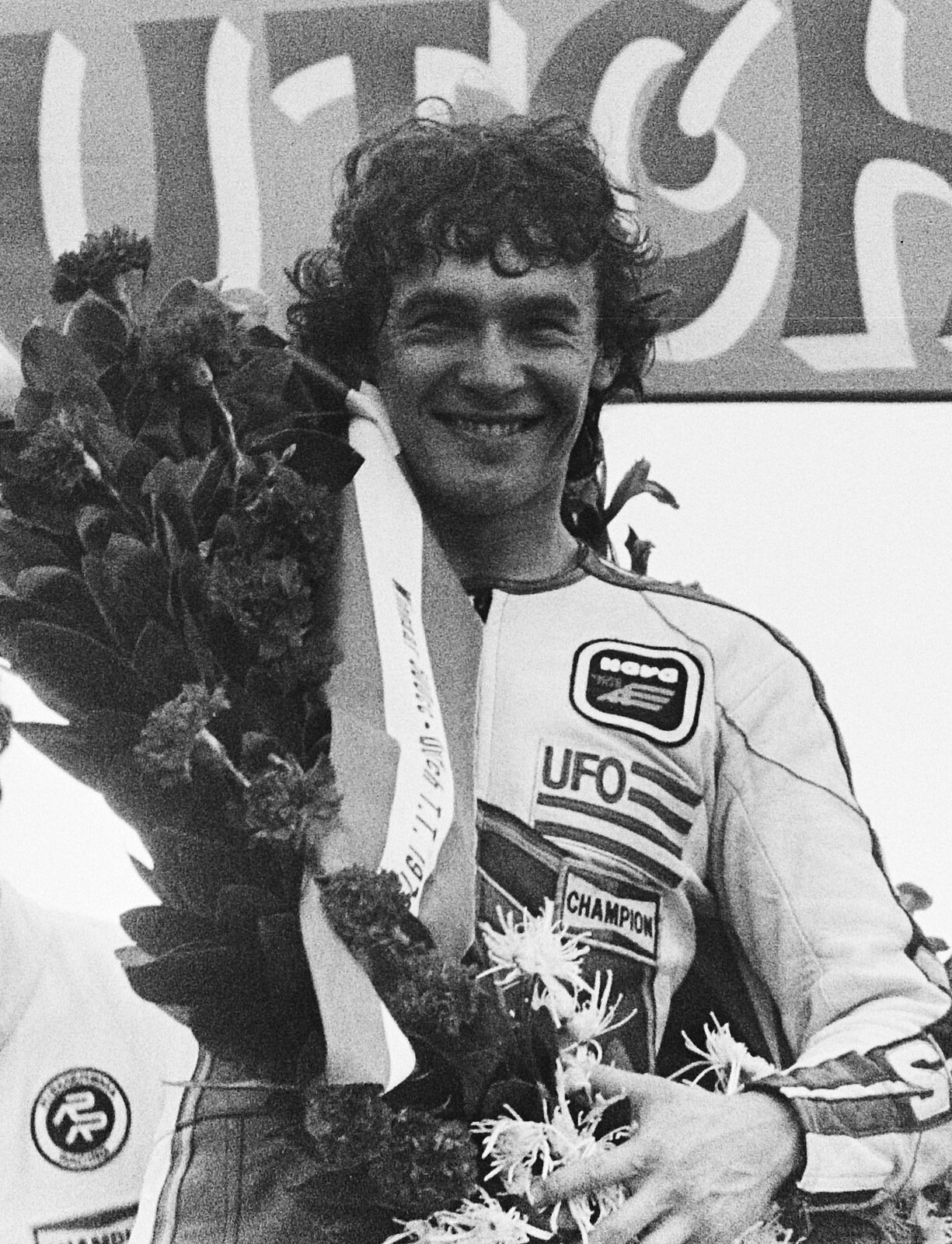
Virginio Ferrari tijdens de huldiging voor de TT van Assen 1979.

Virginio Ferrari (Pellegrino Parmense, 19 oktober 1952) is een Italiaans voormalig motorcoureur. Hij is tweevoudig Grand Prix-winnaar in het wereldkampioenschap wegrace.

## Carrière
Ferrari kwam bij toeval in de motorsportwereld terecht. Op achttienjarige leeftijd werd hij door een vriend geïntroduceerd bij een motorclub in Milaan, zodat hij een racelicentie kon verkrijgen. Pas twee jaar later kwam zijn vader erachter dat hij coureur geworden was. In 1973 reed hij zijn eerste race in de 500 kilometer van Modena. Hij bleef rijden in het FIM Endurance World Championship en won in 1975 de Trofeo Moto 1000 op het Circuito Internazionale Santamonica op een Laverda. Ook won hij voor Ducati, samen met Benjamín Grau, de 1000 kilometer van Mugello. Dat jaar debuteerde hij tevens in de 500 cc-klasse van het wereldkampioenschap wegrace op een Paton in zijn thuisrace, maar kwam hierin niet aan de finish.
In 1976 reed Ferrari opnieuw in de Grand Prix der Naties, ditmaal op een Suzuki, en eindigde hierin als derde in de 500 cc-klasse. In de laatste drie races keerde hij terug en behaalde hij een pole position in Duitsland, maar kwam in geen van deze races aan de finish. In 1977 reed hij zijn eerste volledige 500 cc-seizoen. Hij behaalde opnieuw een podiumplaats in zijn thuisrace en werd zo met 21 punten twaalfde in het kampioenschap. In 1978 won hij zijn eerste Grand Prix in Duitsland, maar kwam hij in de rest van het seizoen niet op het podium terecht. Met 22 punten werd hij elfde in de eindstand.

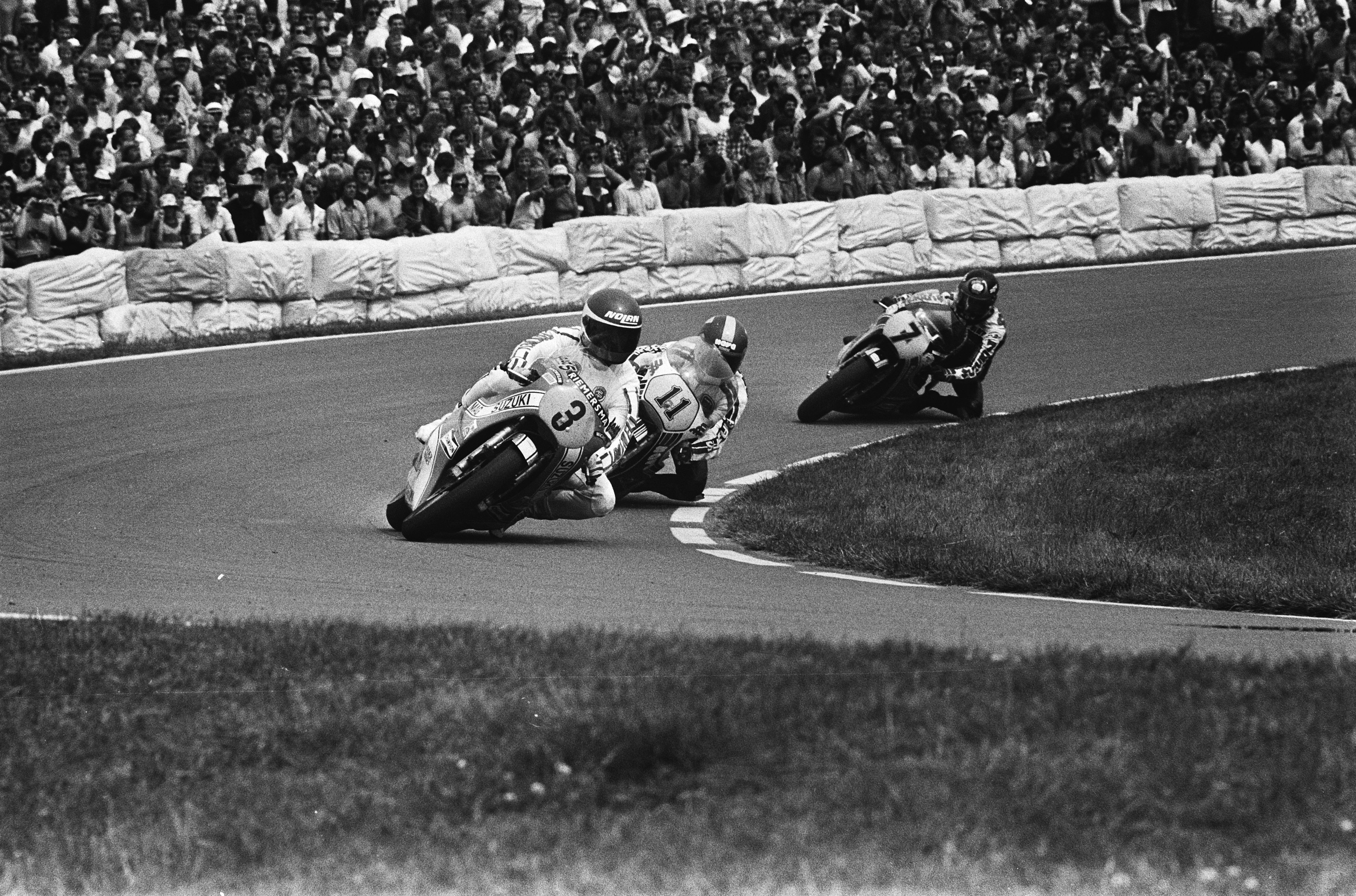
Virginio Ferrari (startnummer 11), Wil Hartog (3) en Barry Sheene (7) tijdens de TT van Assen 1979.

In 1979 beleefde Ferrari zijn beste seizoen in het WK 500 cc. Hij begon het jaar met vier opeenvolgende podiumplaatsen. Nadat hij eenmaal het podium had gemist, zette hij nog twee top 3-resultaten neer, waaronder een overwinning in de TT van Assen. Tijdens de Grand Prix van België stond hij samen met Kenny Roberts senior aan de leiding van een rijdersstaking; de coureurs vonden het nieuwe asfalt van het circuit te glad en weigerden te racen. Ferrari en Roberts werden door de FIM aanvankelijk geschorst, maar dit werd later omgezet in een voorwaardelijke schorsing. Na deze race zakten de resultaten van Ferrari in en kwam hij nog eenmaal in de resterende vijf races tot scoren. Met 89 punten werd hij tweede in het klassement achter Roberts.
In 1980 en 1981 reed Ferrari slechts enkele races in het WK 500 cc op een Cagiva, waarin hij geen punten scoorde. In 1982 keerde hij terug naar Suzuki. In de seizoensfinale in Duitsland behaalde hij zijn laatste podiumfinish in een Grand Prix, waardoor hij met 25 punten elfde werd in het kampioenschap. In 1983 reed hij weer op een Cagiva, maar hij zette geen goede resultaten neer en een elfde plaats in zijn thuisrace was zijn beste resultaat.
In 1984 stapte Ferrari over naar een Yamaha. Hij kwam regelmatig tot scoren, waarbij een vierde plaats in Groot-Brittannië zijn beste resultaat was. Met 22 punten werd hij tiende in de eindstand. In 1985 reed hij enkel in de seizoensfinale in San Marino voor Cagiva, waarin hij uitviel. Hij werd wel kampioen in de Formule TT-klasse van het Italiaans kampioenschap wegrace op een Ducati. In 1986 debuteerde hij in de 250 cc-klasse van het WK wegrace, waarin hij voor het team van Takazumi Katayama op een Honda plaatsnam. Een zesde plaats in Groot-Brittannië was zijn beste resultaat en hij werd met 14 punten dertiende in het kampioenschap.
In 1987 reed Ferrari in het WK 250 cc enkel in de seizoensopener in Japan, waarin hij uitviel. Dat jaar werd hij wereldkampioen in de Formule I-klasse van de Formule TT op een Bimota. In 1988 stapte hij over naar het nieuwe wereldkampioenschap superbike, waarin hij op een Honda reed. Hij nam deel aan de eerste zes weekenden, waarin een achtste plaats in Sugo zijn beste resultaat was. Met 16 punten eindigde hij op plaats 24 in het klassement. In 1989 keerde hij terug naar het WK 250 cc, waarin hij op een Gazzaniga reed. Hij kende een zwaar seizoen; in elf races kwalificeerde hij zich slechts vier keer en kwam hij tweemaal aan de finish, waarbij plaats 27 in Tsjecho-Slowakije zijn beste resultaat was.
In 1991 keerde Ferrari terug naar het WK superbike. Hij reed twee weekenden voor Kawasaki en een voor Ducati. Een vijfde plaats in Mugello was zijn beste resultaat. In 1992 reed hij een volledig seizoen bij Ducati. Twee tiende plaatsen in Spa en Monza waren zijn hoogste klasseringen en hij werd met 35 punten achttiende in de eindstand. In 1993 en 1994 reed hij enkel in de races in respectievelijk Monza en Mugello, maar scoorde hierin geen WK-punten.
Na zijn carrière als motorcoureur ging Ferrari aan de slag als teammanager van het fabrieksteam van Ducati in het WK superbike. Onder zijn hoede boekte het team successen met coureurs als Carl Fogarty, Giancarlo Falappa, Mauro Lucchiari, John Kocinski, Neil Hodgson, Pierfrancesco Chili, Troy Corser, Freddie Spencer en Anthony Gobert.